# Michał Antoni Zaleski
Michał Antoni Zaleski herbu Lubicz (zm. 10 października 1816 roku) – wojski Wielkiego Księstwa Litewskiego w 1783 roku, cześnik grodzieński w latach 1777–1782, budowniczy lidzki w 1775 roku, marszałek brzeskolitewski konfederacji targowickiej, członek Komisji Edukacyjnej Litewskiej.
Poseł na sejm 1780 roku z województwa trockiego.  Poseł województwa trockiego na Sejm Czteroletni w 1788 roku..